# Randi Heide Steen
Randi Heide Steen, född den 15 december 1909 i Kristiania, död den 12 november 1990 i Oslo, var en norsk sångerska (sopran). Hon var dotter till Harald Steen och Signe Heide Steen, syster till Harald Heide Steen och Kari Diesen och mor till Anne Marit Jacobsen.
Heide Steen var elev till Borghild Langaard och Haldis Isene. Hon debuterade som operettsångerska på Casino 1927, och som konsertsångerska 1931. Särskilt känd var hon som romanssångare. Hon spelade titelrollen i filmatiseringen av folkkomedin Hu Dagmar (svenska: Å, en så'n brud!) 1939. Mellan 1958 och 1963 ledde hon Norsk Operasangerforbund.
Randi Heide Steen tilldelades "Kongens Fortjenestemedalje" i guld 1959.

## Filmografi
- 1939 – Å, en så'n brud!